# Philogenia ebona
Philogenia ebona är en trollsländeart som beskrevs av Sidney Warren Dunkle 1986. Philogenia ebona ingår i släktet Philogenia och familjen Megapodagrionidae. Inga underarter finns listade i Catalogue of Life.